# Giant Inverted Boomerang
Der Giant Inverted Boomerang ist ein Achterbahnmodell vom Typ Shuttle Coaster des Herstellers Vekoma.
Die Streckenführung des Giant Inverted Boomerang ähnelt der Streckenführung des Achterbahnmodells Boomerang vom selben Hersteller. Die Unterschiede in der Streckenführung liegen darin, dass die beiden Türme eine Steigung von 90° besitzen, der Looping nicht parallel zur Station verläuft, sondern sich diagonal über der Station befindet und die Cobra-Roll in eine andere Richtung durchfahren wird.
Der Zug wird mit einem Seilzug rückwärts einen 58 m hohen senkrechten Turm hochgezogen. Oben angekommen klinkt der Zug aus und fährt vorwärts den Turm hinab und durch die Station durch in die 33,5 m hohe Cobra Roll hinein. Nach der Cobra Roll fährt der Zug in den 31 m hohen Looping und den zweiten, ebenfalls senkrechten Turm hinauf. Hier klinkt der Zug sich wieder ein und wird wieder auf die 58 m Höhe gezogen. Nun klinkt sich der Zug wieder aus und fährt die Strecke rückwärts ab. Am ersten Turm wieder angekommen, wird der Zug eingefangen und langsam zur Station wieder hinab gelassen.

## Züge
Die Züge des Giant Inverted Boomerangs besitzen acht Wagen mit Platz für vier Personen (eine Reihe für vier Personen). Die äußeren Sitze jeder Reihe sind leicht nach hinten versetzt, sodass jede Sitzreihe eine Ähnlichkeit mit einem V hat. Die Fahrgäste müssen zwischen 1,37 m und 1,93 m groß sein, um mitfahren zu dürfen. Als Rückhaltesystem kommen Schulterbügel zum Einsatz.

## Standorte
| Achterbahn                            | Betreiber                                                            | Land                         | Eröffnung                           | Schließung            | Quellen |
| ------------------------------------- | -------------------------------------------------------------------- | ---------------------------- | ----------------------------------- | --------------------- | ------- |
| Aftershock Déjà Vu                    | Silverwood Theme Park Six Flags Great America                        | Vereinigte Staaten           | 21. Juli 2008 7. Oktober 2001       | 28. Oktober 2007      |         |
| Giant Inverted Boomerang              | Jin Jiang Action Park                                                | Volksrepublik China          | 30. September 2011                  |                       |         |
| Goliath Déjà Vu                       | Six Flags New England Six Flags Magic Mountain                       | Vereinigte Staaten           | 25. Mai 2012 25. August 2001        | 2019 16. Oktober 2011 |         |
| Quantum Leap                          | Sochi Park                                                           | Russland                     | 2014                                |                       |         |
| Stunt Fall                            | Parque Warner Madrid                                                 | Spanien                      | 24. Juli 2002                       |                       |         |
| unbekannter Name Sky Mountain Déjà Vu | Mirabilandia (Paulista) Mirabilandia (Olinda) Six Flags Over Georgia | Brasilien Vereinigte Staaten | 2023 nie eröffnet 1. September 2001 | nie eröffnet 2007     |         |

## Probleme
Es kam vermehrt zu Problemen mit diesem Achterbahntyp, als der Zug die Strecke rückwärts durchfahren hat. Dabei hatte er nicht mehr genügend Geschwindigkeit, um durch die Cobra Roll zu kommen, und ist daher darin zum Stehen gekommen. Daher wurden bei diesen Bahnen eine Ausstiegsplattform an der Spitze der Cobra Roll nachgerüstet.

## Galerie

Installationen des »Giant Inverted Boomerang«
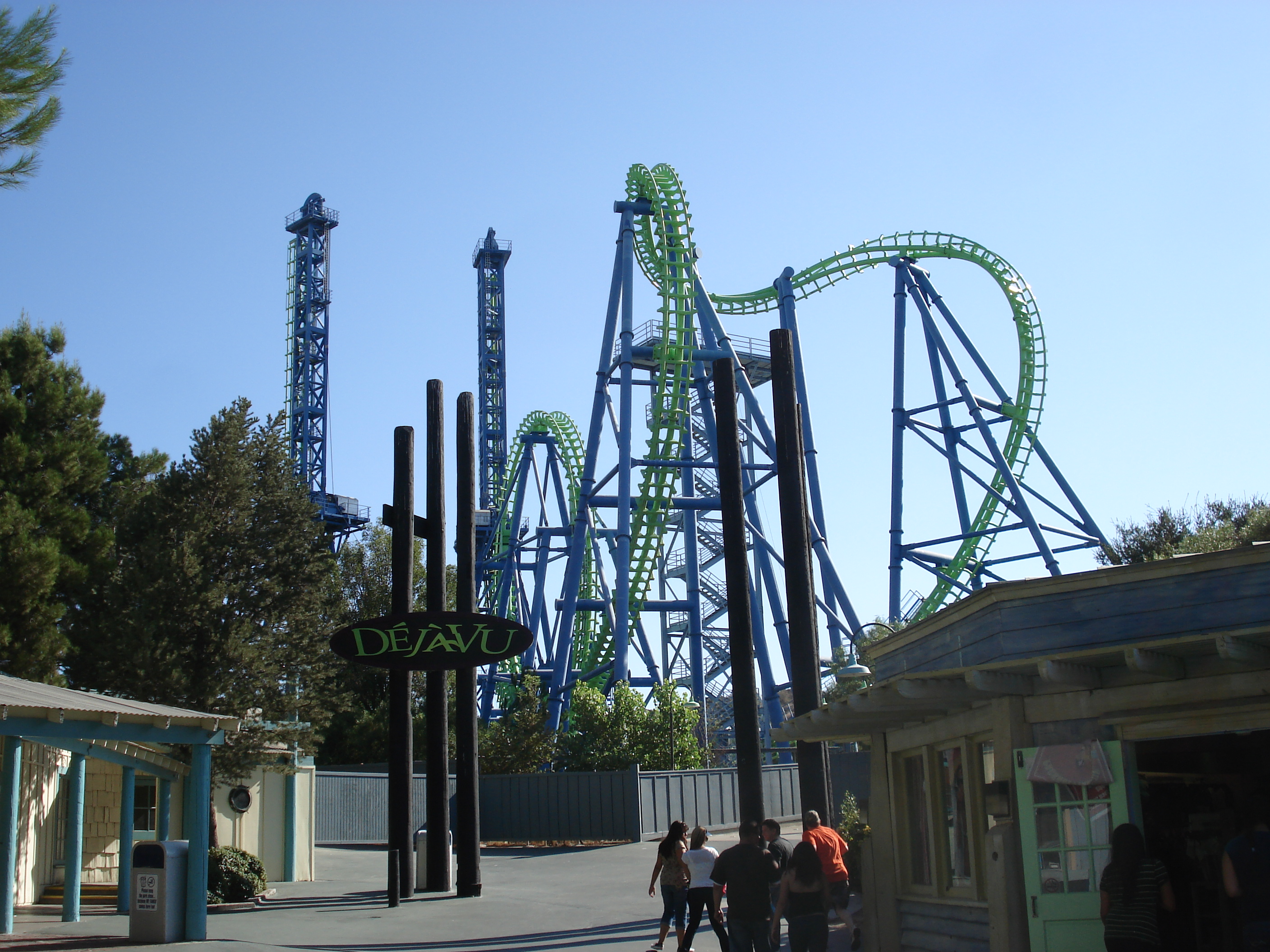
Déjà Vu im Six Flags Magic Mountain, Eröffnung 2001
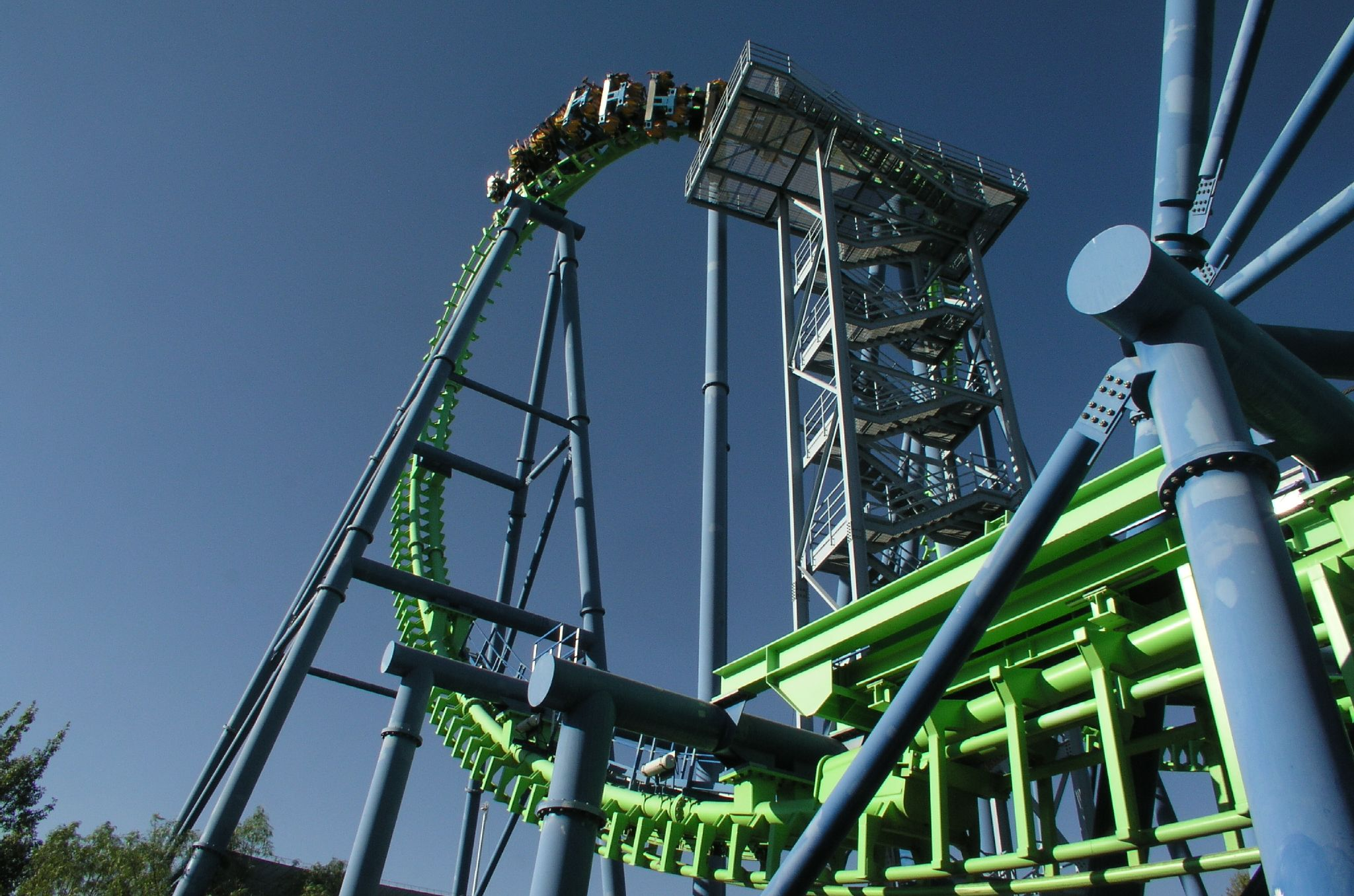
Cobra-Roll der Déjà Vu im Six Flags Magic Mountain
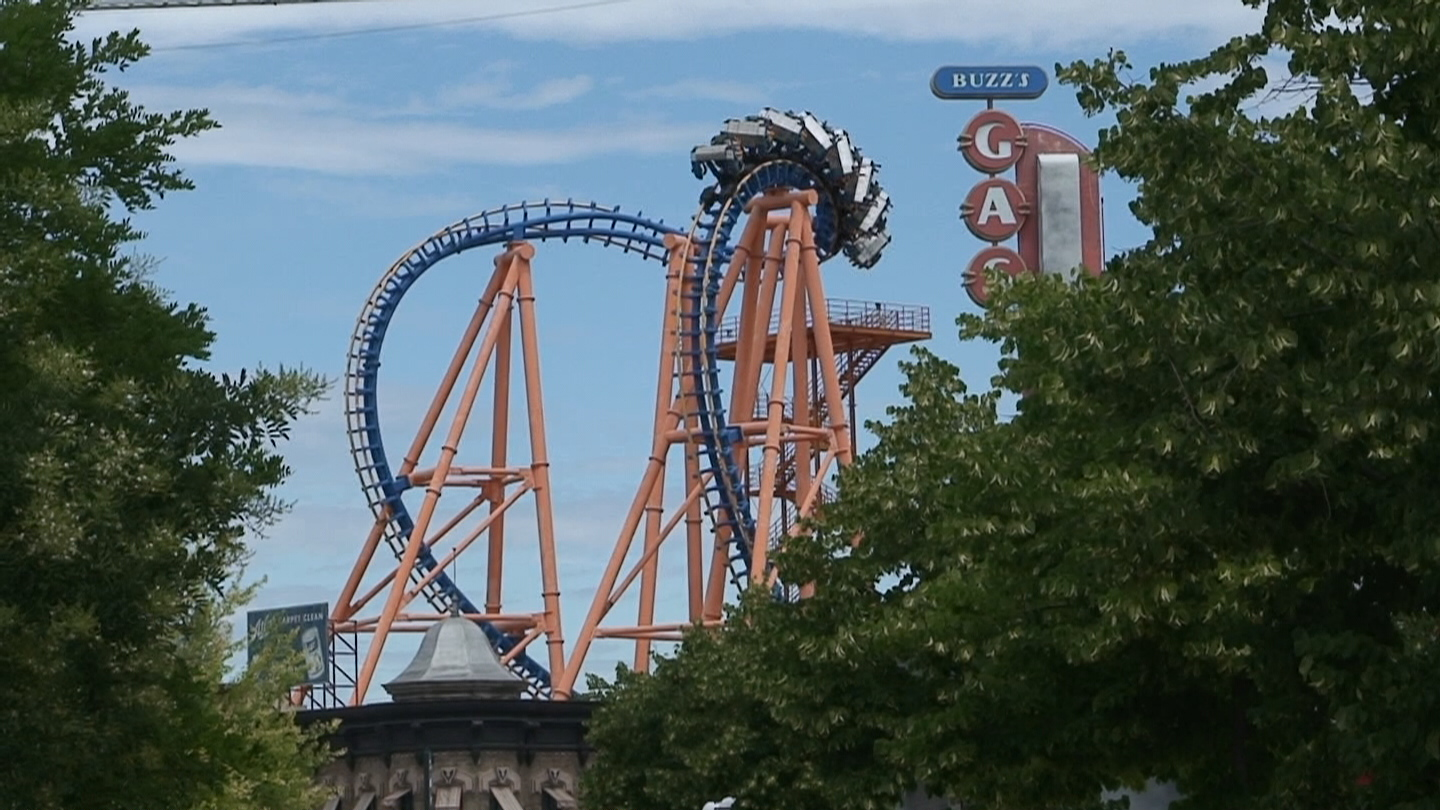
Stunt Fall im  Parque Warner Madrid, Eröffnung 2002
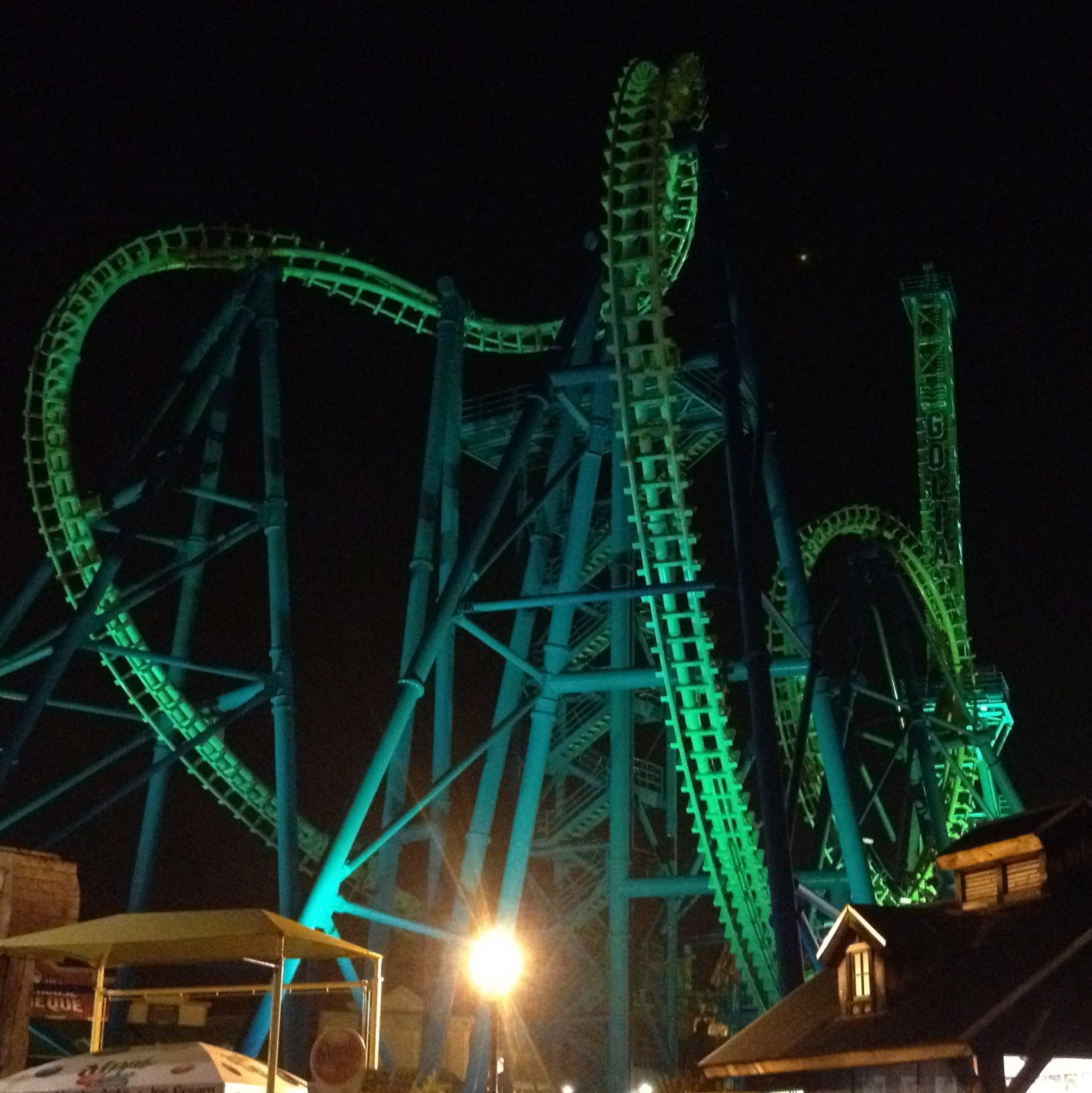
Goliath in Six Flags New England